# 1577 en santé et médecine
| Années de la santé et de la médecine : 1574 - 1575 - 1576 - 1577 - 1578 - 1579 - 1580    |
| Décennies de la santé et de la médecine : 1540 - 1550 - 1560 - 1570 - 1580 - 1590 - 1600 |

Cet article présente les faits marquants de l'année 1577 en santé et médecine.

## Événements
- 14 août : arrêt du Parlement de Paris « interdisant aux marchands parisiens d'acheter du vin à l'intérieur d'un rayon de vingt lieues (88 km) et ce, pour empêcher que le vignoble envahisse l'Île-de-France au détriment des emblavures[1] ».
- Nicolas Houël crée  à Paris le jardin des simples qui vient d'être fondé par édit du 18 décembre 1576 et qui sera à l'origine du Jardin des apothicaires de la rue de l'Arbalète[2].
- À Montpellier, l’hôpital Saint-Éloi, « établi à l’origine hors les murs, dans le faubourg de Lattes, est déplacé intra-muros en raison des guerres de Religion et de l’insécurité permanente[3] ».

## Publications
- Andrea Bacci, Tabula simplicium medicamentorum, imprimé à Rome[4].
- Jean Fernel, Febrium curandarum methodus generalis, à Francfort, chez André Wechel[5].
- Jean Liébault, Thesaurus sanitatis paratu facilis, à Paris, chez Jacob du Puys[6].
- Antonio Mizauld, Harmonia superioris naturae mundi et inferioris, à Paris, chez Fédéric Morel l'Ancien[7].

## Naissances
- 3 octobre : Fortunio Liceti (mort en 1657), médecin, philosophe, universitaire et savant italien[8].
- Thomas Sonnet de Courval (mort en 1627), « gentilhomme normand et médecin satirique[9] ».
- Jean Riolan le Jeune (mort en 1657), « professeur royal d'anatomie et de botanique, médecin d'Henri IV et de Louis XIII, Premier médecin de Marie de Médicis[10] ».
- Giovanni Girolamo Bronziero (it) (mort en 1630), médecin et historien italien[11].

## Décès
- 6 mai (?) : Jean Placotomus (né en 1514), médecin, pédagogue et écrivain allemand[12].
- 4 juin : Nicaise Ellebaudt (né en 1535), médecin, philosophe, philologue, traducteur, conseiller, collectionneur et poète flamand[13],[14].
- Adam von Bodenstein (en) (né en 1528), médecin et alchimiste paracelsien suisse[15].
- Vers 1577 :
  - Pierandrea Mattioli (né en 1501), médecin et botaniste italien[16].
  - Mariano Santo (it) (né vers 1488), chirurgien italien[17].